# Amphoe Pang Mapha
Amphoe Pang Mapha (thaï : ปางมะผ้า) est un amphoe de la province de Mae Hong Son, dans le nord de la Thaïlande.
Cette région est riche en sites préhistoriques, en particulier de sites hoabinhiens, avec des dizaines d'abris sous roche et de grottes.

## Géographie

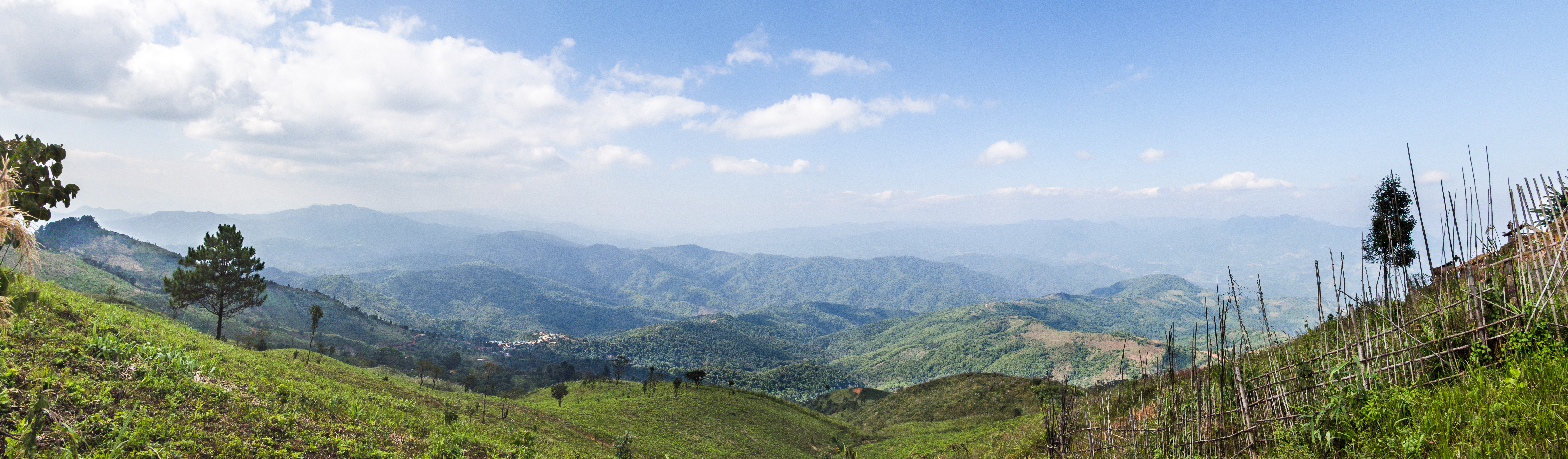
Vue sur la Birmanie depuis les montagnes

## Points d'intérêt
- Grotte de Tham Lot (en)
- Grotte de l'Esprit (en)
- Daen Lao (en)

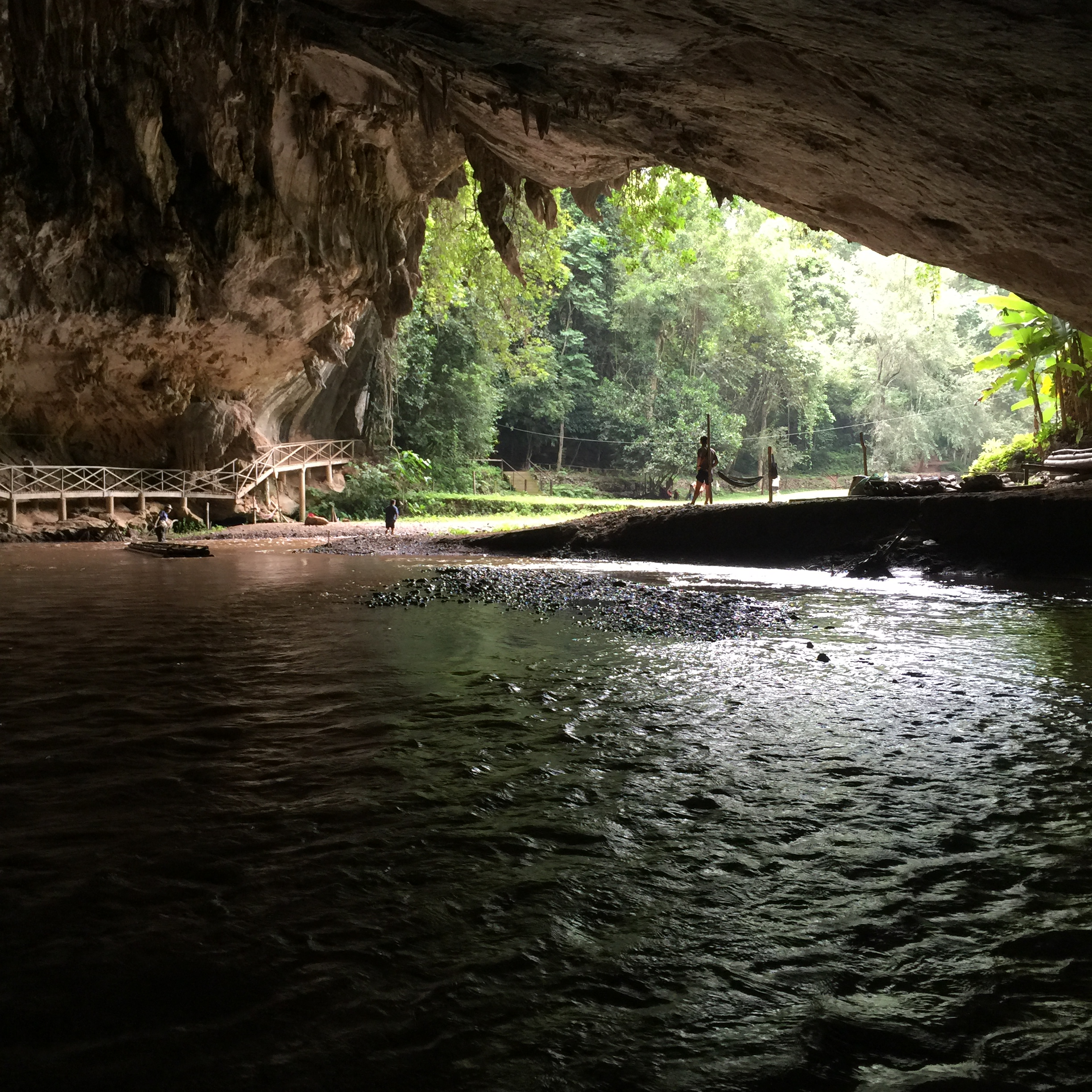
Grotte de Tham Lot (en)
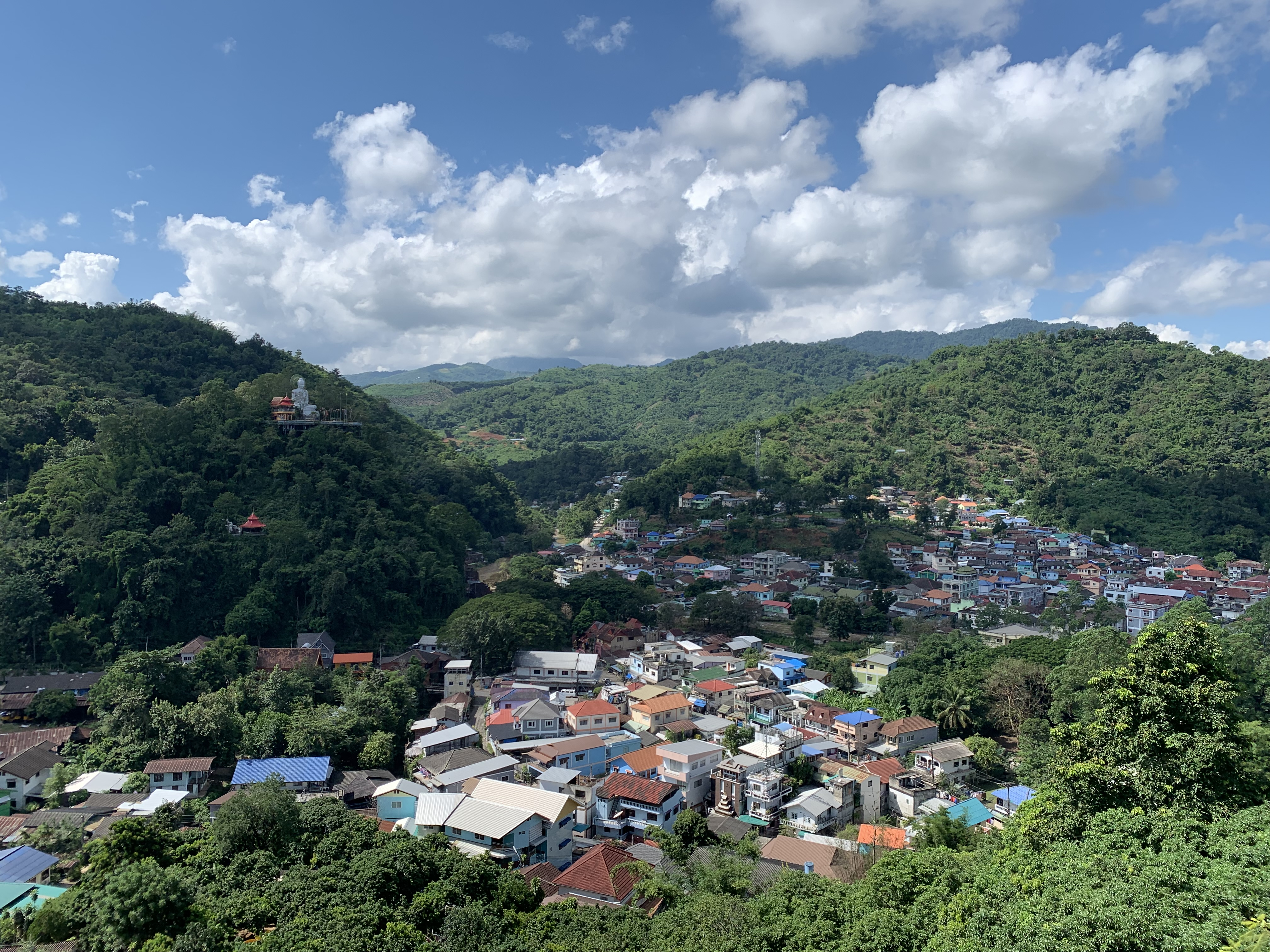
Le Wat Phra That Doi Wao (nl)
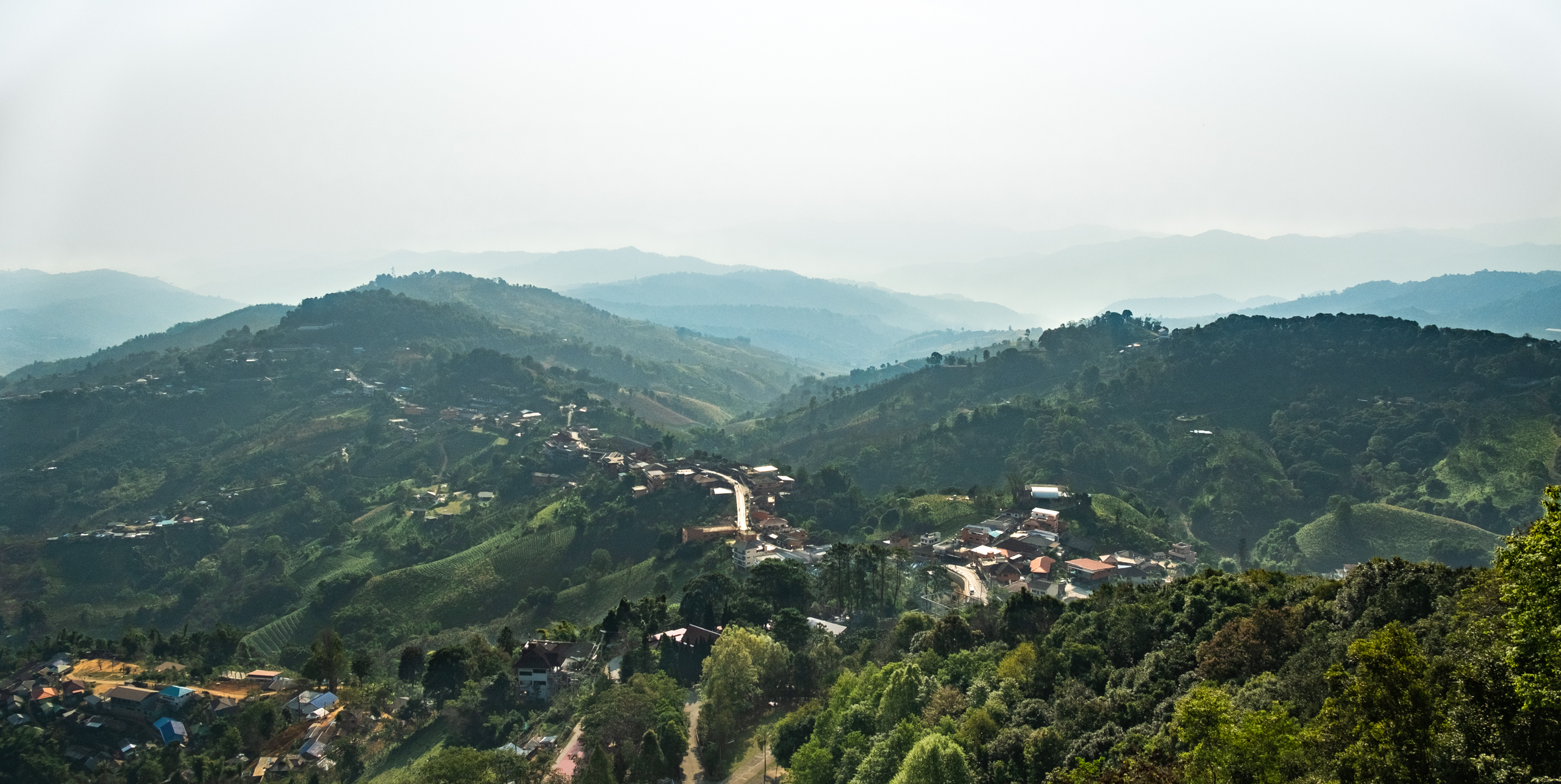
Vue de Santikhiri (en) depuis Doi Mae Salong (en)